# Ekaterina Guliyev
Ekaterina Guliyev (née Zavyalova, divorcée Poïstogova; le 1er mars 1991 à Arzamas) est une athlète russe, naturalisée turque et concourant pour la Turquie depuis 2021, spécialiste du 800 mètres.

## Biographie
Elle remporte la médaille de bronze du 800 m lors des Jeux olympiques de 2012, à Londres. Devancée finalement par sa compatriote Mariya Savinova et par la Sud-africaine Caster Semenya, elle améliore son record personnel en 1 min 57 s 53.
En novembre 2015, un rapport de l'agence mondiale antidopage requiert une suspension à vie contre elle.
Le 7 avril 2017, le Tribunal Arbitral du Sport la suspend de toute compétition à compter du 24 août 2015 pour une période de 2 ans (24 août 2017). Ses résultats du 24 octobre 2014 au 24 août 2015 sont annulés, dont notamment sa médaille d'argent aux Championnats d'Europe en salle de Prague.
Elle fait son retour à la compétition internationale en 2022, sous les couleurs de la Turquie, et remporte une médaille de bronze aux championnats des Balkans 2022 à Craiova, en 2 min 02 s 38. Elle décroche ensuite le titre aux Jeux méditerranéens d'Oran, en Algérie, et une médaille de bronze au relais 4 x 400 m.
En août, elle atteint les demi-finales des championnats d'Europe de Munich et conclut sa saison par une victoire en Turquie.
Le 12 avril 2024, l'AIU annonce suspendre Ekaterina Guliyev pour une durée de 2 ans, à compter du 28 mars 2024, à la suite du rapport McLaren mettant en évidence l'utilisation de produit dopant en 2012. Tous ses résultats entre juillet 2012 et octobre 2014 seraient annulés, et l'athlète serait déchue de sa médaille olympique obtenue à Londres. Le 13 mai 2024, il est annoncé qu'elle fait appel de la décision. et juin 2025, la décision est confirmée.

## Vie privée
Mariée au coureur de demi-fond Stepan Poistogov, elle décide de courir sous le nom de famille de son mari. Elle divorce en 2016 et retrouve son nom de jeune fille. 
Elle est désormais mariée avec le sprinteur turc Ramil Guliyev, et est désormais appelée Ekaterina Guliyev.

## Palmarès
| Date                    | Compétition                       | Lieu                   | Résultat               | Épreuve                | Temps                  |
| Représentant la Russie  | Représentant la Russie            | Représentant la Russie | Représentant la Russie | Représentant la Russie | Représentant la Russie |
| ----------------------- | --------------------------------- | ---------------------- | ---------------------- | ---------------------- | ---------------------- |
| 2009                    | Championnats d'Europe juniors     | Novi Sad               | 3e                     | 800 m                  | 2 min 04 s 59          |
| 2009                    | Championnats d'Europe juniors     | Novi Sad               | 10e                    | 1 500 m                | 4 min 24 s 64          |
| 2010                    | Championnats du monde juniors     | Moncton                | 8e                     | 800 m                  | 2 min 05 s 56          |
| 2012                    | Jeux olympiques                   | Londres                | 2e                     | 800 m                  | 1 min 57 s 53          |
| 2013                    | Championnats du monde             | Moscou                 | 4e                     | 800 m                  | 1 min 58 s 05          |
| 2014                    | Championnats d'Europe par équipes | Brunswick              | 1re                    | 800 m                  | 2 min 02 s 65          |
| 2014                    | Championnats d'Europe             | Zurich                 | 4e                     | 800 m                  | 1 min 59 s 69          |
| 2015                    | Championnats d'Europe en salle    | Prague                 | —                      | 800 m                  | disqualifiée           |
| Représentant la Turquie |                                   |                        |                        |                        |                        |
| 2022                    | Championnats des Balkans          | Craiova                | 3e                     | 800 m                  | 2 min 02 s 38          |
| 2022                    | Jeux méditerranéens               | Oran                   | 1re                    | 800 m                  | 2 min 01 s 08          |
| 2022                    | Jeux méditerranéens               | Oran                   | 3e                     | 4 x 400 m              | 3 min 43 s 13          |
| 2022                    | Jeux de la solidarité islamique   | Konya                  | 1re                    | 800 m                  | 2 min 02 s 28          |
| 2022                    | Jeux de la solidarité islamique   | Konya                  | 2e                     | 1 500 m                | 4 min 16 s 41          |
| 2022                    | Jeux de la solidarité islamique   | Konya                  | 2e                     | 4 x 400 m              | 3 min 35 s 24          |

## Records
| Épreuve | Épreuve   | Temps         | Lieu    | Date            |
| ------- | --------- | ------------- | ------- | --------------- |
| 800 m   | Plein air | 1 min 57 s 53 | Londres | 11 août 2012    |
| 800 m   | En salle  | 2 min 00 s 59 | Moscou  | 14 février 2019 |